# Kadununggal
Kadununggal is een bestuurslaag in het regentschap Sukabumi van de provincie West-Java, Indonesië. Kadununggal telt 5120 inwoners (volkstelling 2010).